# 菲利蒙歷險記

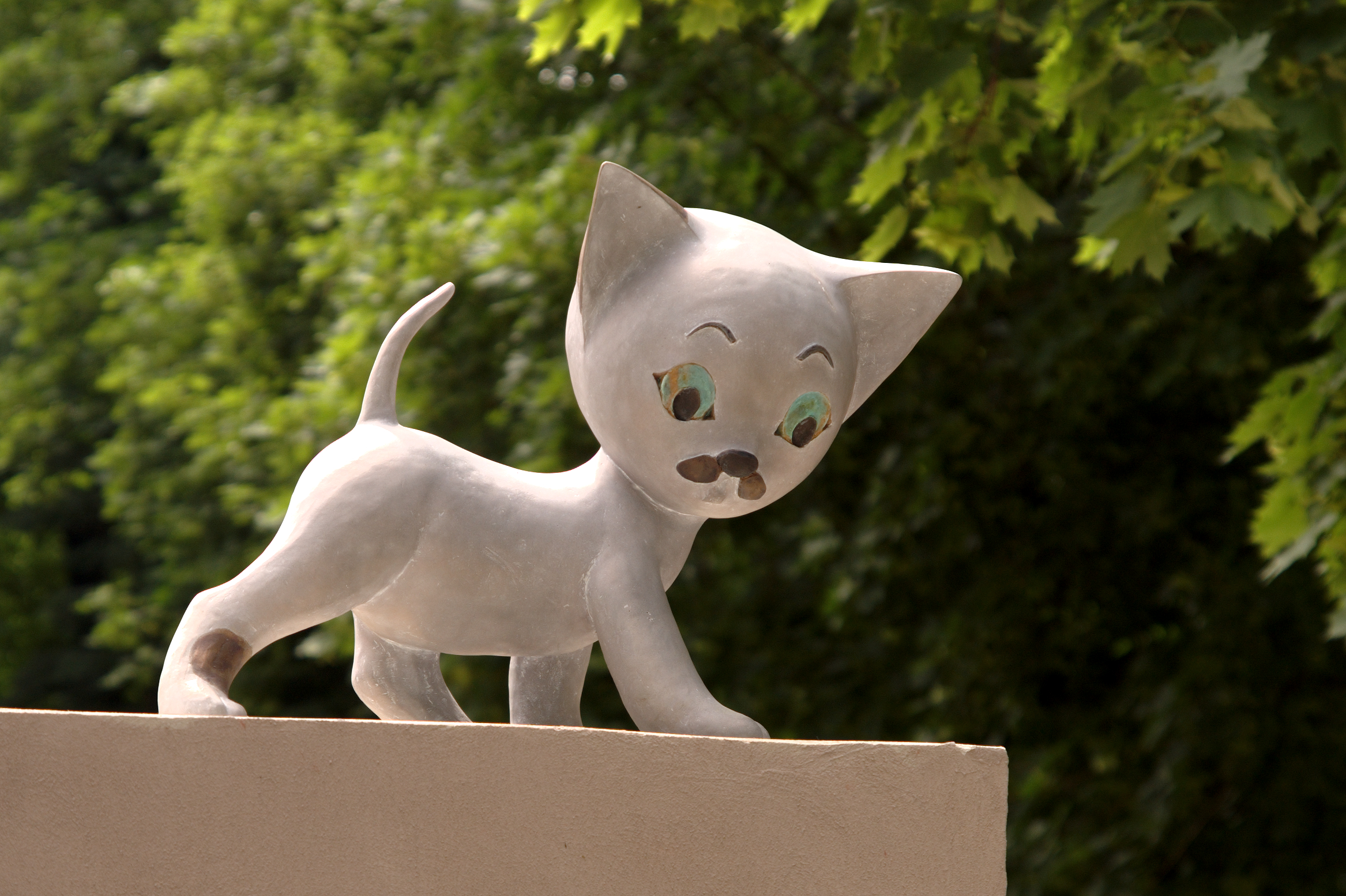
於波蘭羅茲的菲利蒙雕像

《菲利蒙歷險記》（波蘭語：Przygody kota Filemona）是一部波蘭製作的兒童動畫片，於1972年至1981年間播出，共39集。

## 劇情
兩個主要角色包括菲利蒙（Filemon），一隻小白貓，年輕而天真；和柏尼法希（Bonifacy），一隻老的、嚴肅的黑色公貓。其他角色有：祖母、祖父、小狗、狐狸、老鼠、“閣樓上的怪物”和其他生物。這部卡通片富含波蘭民間傳說和傳統的元素。

## 外部連結
- 互联网电影数据库（IMDb）上《菲利蒙歷險記》的资料（英文）